# Футбольний союз Республіки Сербської
Футбольний союз Республіки Сербської(серб. Фудбалски савез Републике Србске) — найбільша спортивна організація Республіки Сербської, яка здійснює контроль над футболом у країні й управління футбольними чемпіонатами. Заснована в 1992 році як Футбольний союз Республіки Сербської Країни. Президентом є Мілі Ковачевич.
Цей футбольний союз не входить ні в ФІФА, ні в УЄФА, однак разом з тим проводить чемпіонат Республіки Сербської, переможець якого виходить в Прем'єр-Лігу Боснії і Герцеговини. Національна збірна Республіки Сербської бере участь в деяких міжнародних турнірах.

## Історія
Після розпаду Югославії правонаступником Футбольного союзу Югославії був проголошений Футбольний союз Сербії, проте з огляду на навколополітичні причини і початок кровопролиття повторити спробу Росії відправитися на чемпіонат Європи і кваліфікацію до чемпіонату світу югославам не вдалося. У всіх колишніх югославських республіках почали створюватися свої футбольні союзи, і 5 вересня 1992 року заснований Футбольний союз Республіки Сербська Крайни (в квітні того ж року був заснований Футбольний союз Боснії і Герцеговини).
У роки війни, однак, матчі все-таки проводилися на полях міст Республіки Сербської як серед чоловічих команд, так і серед жіночих команд. У 1995 році, вже після укладення Дейтонських угод, союз був перейменований у Футбольний союз Республіки Сербської. Через рік Футбольний союз Боснії і Герцеговини був прийнятий у ФІФА, а ще через три роки в УЄФА, що відкрило дорогу боснійським клубам і збірній на єврокубкову арену.
15 квітня 2000 року на Генеральній нараді Футбольного союзу Боснії і Герцеговини був затверджений його кодекс, однак на нараді були відсутні представники Республіки Сербської. Всі старання популяризувати гру, підготувати висококласних гравців і створити умови для розвитку спорту могли піти прахом, оскільки Федерація футболу Республіки Сербської не могла бути прийнята в ФІФА і УЄФА, а отже, і відправляти свої клуби і збірні на офіційні турніри. Деякі спортивні діячі ще в 1990-і роки сподівалися на те, що Республіка Сербська увійде до складу Сербії, що дозволить розвиватися спорту активніше, проте Дейтонські угоди поставили хрест на цій ідеї
23 травня 2002 року Футбольні союзи Республіки Сербської та Боснії і Герцеговини зуміли домовитися про вирішення цієї проблеми, і 4 серпня 2002 року розпочався чемпіонат Боснії і Герцеговини з футболу, в якому дебютували клуби з Республіки Сербської. Було також досягнуто згоди про те, що очолювати Футбольний союз Боснії і Герцеговини будуть серб, боснієць і хорват для дотримання основних положень Конституції Боснії і Герцеговини.
Довгий час головою Футбольного союзу був Милан Єлич, президент Республіки Сербської. Після його передчасної кончини 30 листопада 2007 року місце голови зайняв адвокат Міле Ковачевич, який очолює спілку й зараз. Штаб-квартира союзу розташовується в місті Баня-Лука.

## Змагання, які проходять під егідою футбольного союзу
- Чемпіонат Республіки Сербської з футболу (14 команд)
- Кубок Республіки Сербської з футболу (число команд невідомо, але суворого обмеження немає)
- Друга ліга Республіки Сербської з футболу (28 команд у двох групах)
- Регіональна ліга Республіки Сербської з футболу (49 команд в 4 групах, 14 команд в трьох і 7 в одній)
- Перехідна ліга Республіки Сербської з футболу (78 клубів в 6 групах, в кожній по 12, 14 або 16 команд)
- П'ята ліга Республіки Сербської з футболу (число команд невідомо, 8 груп)
- Шоста ліга Республіки Сербської з футболу (число команд невідомо, дві групи)

### Детальний розподіл

#### Перший рівень
- Чемпіонат Республіки Сербської з футболу
- Кубок Республіки Сербської з футболу
- Чемпіонат Республіки Сербської з міні-футболу

#### Другий рівень
- Друга ліга Республіки Сербської з футболу
  - Друга ліга Республіки Сербської — зона «Захід»
  - Друга ліга Республіки Сербської — зона «Схід»

#### Третій рівень
- Регіональна ліга Республіки Сербської з футболу
  - Регіональна ліга Республіки Сербської — зона «Захід»
  - Регіональна ліга Республіки Сербської — зона «Схід»
  - Регіональна ліга Республіки Сербської — зона «Центр»
  - Регіональна ліга Республіки Сербської — зона «Південь»

#### Четвертий рівень
- Перехідна ліга Республіки Сербської з футболу (також відома як Четверта ліга)
  - Четверта ліга Республіки Сербської — зона «Центр»
  - Перехідна ліга Республіки Сербської — зона «Баня-Лука»
  - Перехідна ліга Республіки Сербської — зона «Бирач»
  - Перехідна ліга Республіки Сербської — зона «Добой»
  - Перехідна ліга Республіки Сербської — зона «Градишка»
  - Перехідна ліга Республіки Сербської — зона «Прієдор»

#### П'ятий рівень
- П'ята ліга Республіки Сербської з футболу (п'ять міжобщинних і три общинні зони)
  - П'ята ліга Республіки Сербської — міжобщинна зона «Добой»
  - П'ята ліга Республіки Сербської — міжобщинна зона «Градишка» (розділена на підзони «Схід» і «Захід»)
  - П'ята ліга Республіки Сербської — міжобщинна зона «Модрича»
  - П'ята ліга Республіки Сербської — міжобщинна зона «Прієдор»
  - П'ята ліга Республіки Сербської — міжобщинна зона «Шамац»
  - П'ята ліга Республіки Сербської — общинна зона «Брчко» (розділена на підзони «Схід» і «Захід»)
  - П'ята ліга Республіки Сербської — общинна зона «Углевік»
  - П'ята ліга Республіки Сербської — общинна зона «Бієліна» (розділена на підзони «Схід» і «Захід», становить Шосту лігу)

## Збірна
Національна збірна Республіки Сербської проводить матчі переважно з боснійськими й сербськими клубами, однак бували й випадки, коли боснійським сербам пощастило зіграти з більш титулованими командами Європи. Так, у 2001 році серби були удостоєні честі зіграти проти мюнхенської «Баварії». У тому матчі баварці здолали сербів з мінімальним рахунком 1:0, але серби отримали досвід гри проти зіркової команди.